# Axius armatus
Axius armatus är en kräftdjursart som beskrevs av Sidney Irving Smith 1881. Axius armatus ingår i släktet Axius och familjen Axiidae. Inga underarter finns listade i Catalogue of Life.